# Emmanuel Zapata
Emmanuel Gerardo Zapata (San Martín, 7 de outubro de 1986) é um pentatleta argentino. 

## Carreira
Zapata representou seu país nos Jogos Olímpicos de Verão de 2016, terminando na 30ª colocação.